# Futebol nos Jogos Mundiais Militares de 2011 - Masculino
O torneio masculino de futebol nos Jogos Mundiais Militares de 2011 foi disputado entre 15 e 23 de julho. As partidas foram realizadas em seis estádios, todos localizados na cidade do Rio de Janeiro, com exceção do Estádio Giulite Coutinho, localizado na cidade de Mesquita.
12 de equipes se inscreveram no evento, sendo divididos em três grupos de quatro equipes cada na primeira fase. A primeira equipe de cada grupo avança para as semifinais, além da melhor equipe segunda colocada pelo índice técnico. Os vencedores das semifinais disputarão a medalha de ouro, enquanto que os perdedores das semifinais disputarão a medalha de bronze.

## Medalhistas
|  | ALG Argélia |  | EGY Egito |  | BRA Brasil |
|  | Eyes Aissani Fethi Benameur Hacem Okbi Benhedouche Hichane Belkerouni Lakhdr Bentaneb Lyes Safdi Lyes Sidhoum Karime Afttahar Kousafa Berchiche Maamar Youcef Mohamed Amroune Mohamed Aperang Mohamed Chenah Mourane Berrefame Omar Ousmagl Redih Fare Sid Ahren Aouadi Smail Bentayeb Soufiane Khellili Zakaria Charouf |  | Ahmed Barry Ahmed Eid Ahmed Hassan Aly Hefny Amer Sabry Elhany Soliman Eslam Ramadam Rashd Gharib Hafez Hamdy Hussein Kamal Aly Mahmgud Abderazek Mohamed Abdelshafi Mohamed Fathy Mohamed Ibrahim Mohamed Said Nour Elsayed Osama Ragab Sedik Ahmed Sherif Reda Tarek Hamed |  | Alexandre da Silva Alexandre Moura Eules Gomes Carlos Conceição Fábio Augusto de Castro Francis Coutinho José da Cruz Leonardo Santos Luciano Portela Luiz Fernando Freitas Marcos Campos Nilton César Renildo Gomes Roberto Brás Rodrigo Silva Ronaldo Costa Sandro Perlin Thiago Philip Vladimir dos Santos Wagner da Souza |

## Países Participantes
Um total de 12 equipes se inscreveram para a disputa do torneio:
- Alemanha
- Argélia
- Brasil
- Camarões
- Catar
- Egito
- Equador
- França
- Quênia
- Suriname
- Trinidad e Tobago
- Uruguai

## Primeira Fase
|  | Equipes classificadas às quartas-de-final        |
|  | Equipe classificada como melhor segundo colocado |
|  | Equipes eliminadas                               |

### Grupo A
| Equipe   | Pts | J | V | E | D | GP | GC | SG  |
| -------- | --- | - | - | - | - | -- | -- | --- |
| Brasil   | 9   | 3 | 3 | 0 | 0 | 15 | 0  | +15 |
| Argélia  | 6   | 3 | 2 | 0 | 1 | 12 | 1  | +11 |
| Suriname | 3   | 3 | 1 | 0 | 2 | 2  | 14 | -12 |
| Uruguai  | 0   | 3 | 0 | 0 | 3 | 1  | 15 | -14 |

Todas as partidas seguem o fuso horário de Brasília (UTC-3).
| 15 de julho de 2011 | Brasil            | 1 – 0     | Argélia | Estádio São Januário, Rio de Janeiro |
| 10:00               | Renildo Gomes 44' | Relatório |         | Árbitro: GER Robert Kempter          |

| 15 de julho de 2010 | Suriname                                          | 2 – 1     | Uruguai                    | Universidade da Força Aérea, Rio de Janeiro |
| 14:00               | Jackson Daniel Toledo 8' (gc) · Derrik Garden 78' | Relatório | Carlos Frederico Silva 45' | Árbitro: CMR Lambert Eyene                  |

| 17 de julho de 2011 | Uruguai | 0 – 5     | Argélia | Estádio Giulite Coutinho, Mesquita |
| 10:00               |         | Relatório | Mohamed Amroune 21' · Fethi Benameur 34' · Hacène Okbi Benhaddouche 37' · Lakhdar Bentaleb 49' · Koceila Berchiche 69' (pen) | Árbitro: FRA William Coste         |

| 17 de julho de 2011 | Suriname | 0 – 6     | Brasil | Estádio Giulite Coutinho, Mesquita |
| 14:00               |          | Relatório | Renildo Gomes 5' 87' · Thiago Philip 44' (pen) · Dilton Cesar 46' · Luiz Fernando Freitas 57' · Ronaldo Costa 72' (pen) | Árbitro: EGY Gehad Geresha         |

| 19 de julho de 2011 | Brasil | 8 – 0     | Uruguai | Escola de Educação Física do Exército, Rio de Janeiro |
| 10:00               | Alexandre da Silva 1' 7' 17' 44' · Eules Gomes 30' · José da Cruz 72' · Luciano Portela 75' · Ronaldo Costa 85' | Relatório |         | Árbitro: ECU Diego Leon                               |

| 19 de julho de 2011 | Argélia                                                                                   | 7 – 0     | Suriname | Centro de Instrução Almirante Graça Aranha, Rio de Janeiro |
| 10:00               | Hacène Okbi Benhaddouche 4' 84' · Mohamed Amroune 8' 36' 45+1' · Sid Ahmed Aouedj 60' 76' | Relatório |          | Árbitro: KEN Richard Obare                                 |

### Grupo B
| Equipe  | Pts | J | V | E | D | GP | GC | SG  |
| ------- | --- | - | - | - | - | -- | -- | --- |
| Egito   | 9   | 3 | 3 | 0 | 0 | 11 | 1  | +10 |
| Equador | 6   | 3 | 2 | 0 | 1 | 5  | 4  | +1  |
| Quênia  | 3   | 3 | 1 | 0 | 2 | 3  | 8  | -5  |
| França  | 0   | 3 | 0 | 0 | 3 | 2  | 8  | -6  |

Todas as partidas seguem o fuso horário de Brasília (UTC-3).
| 15 de julho de 2011 | Egito                                                          | 4 – 1     | Quênia          | Estádio Giulite Coutinho, Mesquita |
| 10:00               | Mahdi Abdelhamid 10' 16' · M.A.S Sayed 18' · A.H.H Ibrahim 40' | Relatório | Alan Muhati 40' | Árbitro: ALG Mohamed Belchari      |

| 15 de julho de 2010 | Equador                                                          | 3 – 2     | França            | Escola de Educação Física do Exército, Rio de Janeiro |
| 14:00               | Kevin Puech 24' · Nixon Agirre 41' 63' · Djessy Andero 85' (pen) | Relatório | Paul Guerrero 32' | Árbitro: BRA Marcelo Henrique                         |

| 17 de julho de 2011 | Equador | 0 – 5     | Egito                                                                                  | Universidade da Força Aérea, Rio de Janeiro |
| 10:00               |         | Relatório | Mahmoud Abdezarek 8' · Hamdy Hussein 35' 70' · Sedik Ahmed 45+1' (pen) · Ahmed Eid 65' | Árbitro: GER Robert Kempter                 |

| 17 de julho de 2011 | França | 0 – 3     | Quênia                                                      | Universidade da Força Aérea, Rio de Janeiro |
| 14:00               |        | Relatório | Evans Amwoka 58' · Mustafa Razzouk 31' (gc) · Eric Apul 89' | Árbitro: SUR Pinas Antonius                 |

| 19 de julho de 2011 | Egito                                    | 2 – 0     | França | Estádio Giulite Coutinho, Rio de Janeiro |
| 10:00               | Ahmed Hassan 90' · Mohamed Ibrahim 90+3' | Relatório |        | Árbitro: BRA Marcelo de Lima             |

| 19 de julho de 2011 | Quênia | 0 – 1     | Equador        | Universidade da Força Aérea, Rio de Janeiro |
| 10:00               |        | Relatório | Edwin Toala 9' | Árbitro: CMR Lambert Eyene                  |

### Grupo C
| Equipe            | Pts | J | V | E | D | GP | GC | SG |
| ----------------- | --- | - | - | - | - | -- | -- | -- |
| Catar             | 9   | 3 | 3 | 0 | 0 | 5  | 2  | +1 |
| Alemanha          | 6   | 3 | 2 | 0 | 1 | 8  | 4  | +4 |
| Trinidad e Tobago | 3   | 3 | 1 | 0 | 2 | 3  | 6  | -3 |
| Camarões          | 0   | 3 | 0 | 0 | 3 | 3  | 7  | -4 |

Todas as partidas seguem o fuso horário de Brasília (UTC-3).
| 15 de julho de 2011 | Camarões             | 1 – 2     | Trinidad e Tobago                     | Universidade da Força Aérea, Rio de Janeiro |
| 10:00               | Bernabe Atangana 69' | Relatório | Jerwin Balthazar 5' · Richard Roy 25' | Árbitro: FRA William Coste                  |

| 15 de julho de 2010 | Qatar                                | 2 – 1     | Alemanha                 | Estádio Giulite Coutinho, Mesquita |
| 14:00               | Balynis Zohar 43' · Ismail Danle 71' | Relatório | Andreas Gerdes-Wupts 17' | Árbitro: EGY Gerrad Geresha        |

| 17 de julho de 2011 | Alemanha                                              | 4 – 1     | Trinidad e Tobago    | Escola de Educação Física do Exército, Rio de Janeiro |
| 10:00               | Andreas Gerdes-Wupts 3' 21' 45+3' · Lars Shafer 90+1' | Relatório | Jerwin Balthazar 49' | Árbitro: ALG Mohamed Bechari                          |

| 17 de julho de 2011 | Qatar                                   | 2 – 1     | Camarões           | Escola de Educação Física do Exército, Rio de Janeiro |
| 14:00               | Abakar Mohamed 29' · Ismail Mahmoud 79' | Relatório | Ebongue Ebonde 55' | Árbitro: ECU Diego Leon                               |

| 19 de julho de 2011 | Camarões          | 1 – 3     | Alemanha                                                                    | Universidade da Força Aérea, Rio de Janeiro |
| 14:00               | Feuleu Ndemen 90' | Relatório | Frederik Ziburske 40' · Florian Stahl 44' (pen) · Andreas Gerdes-Wurpts 53' | Árbitro: SUR Pinas Antonius                 |

| 19 de julho de 2011 | Trinidad & Tobago | 0 – 1     | Catar              | Centro de Instrução Almirante Graça Aranha, Rio de Janeiro |
| 14:00               |                   | Relatório | Mohamed Zenhom 47' | Árbitro: KEN Sylvester Kirwa                               |

## Melhor segundo colocado
Ao final da fase de grupos a melhor equipe que finalizar em segundo lugar avança às semifinais.
| Pos. | Equipe   | Pts | J | V | E | D | GP | GC | SG  | Grupo |
| ---- | -------- | --- | - | - | - | - | -- | -- | --- | ----- |
| 1    | Argélia  | 6   | 3 | 2 | 0 | 1 | 12 | 1  | +11 | A     |
| 2    | Alemanha | 6   | 3 | 2 | 0 | 1 | 8  | 4  | +4  | C     |
| 3    | Equador  | 6   | 3 | 2 | 0 | 1 | 5  | 4  | +1  | B     |

## Fase final
|  | Semifinais                   | Semifinais             |   |                              | Final                        | Final |  |
|  |                              |                        |   |                              |                              |       |  |
|  | 21 de julho - Rio de Janeiro |                        |   |                              |                              |       |  |
|  | Brasil                       | 0 (1)                  |   |                              |                              |       |  |
|  | Argélia (pen)                | 0 (4)                  |   |                              |                              |       |  |
|  |                              |                        |   |                              |                              |       |  |
|  |                              |                        |   |                              | 23 de julho - Rio de Janeiro |       |  |
|  |                              |                        |   |                              | Argélia                      | 1     |  |
|  |                              | Egito                  | 0 |                              |                              |       |  |
|  |                              |                        |   |                              |                              |       |  |
|  |                              |                        |   |                              |                              |       |  |
|  |                              |                        |   |                              | Terceiro lugar               |       |  |
|  | 21 de julho - Mesquita       | 21 de julho - Mesquita |   | 23 de julho - Rio de Janeiro | 23 de julho - Rio de Janeiro |       |  |
|  | Egito                        | 5                      |   | Brasil (pro)                 | 1                            |       |  |
|  | Catar                        | 0                      |   |                              | Catar                        | 0     |  |

### Semifinais
| 21 de julho de 2011 | Brasil | 0 – 0 (pen) | Argélia | Estádio São Januário, Rio de Janeiro |
| 10:00               |        | Relatório   |         | Árbitro: KEN Sylvester Kirwa         |

|                                           |       | Penalidades                                                               |  |
| Ronaldo Costa Eules Gomes Wagner da Souza | 1 – 4 | Hacène Okbi Benhaddouche Mohamed Amroune Ismaïl Bentayeb Sid Ahmed Aouedj |  |

| 21 de julho de 2011 | Egito                                                                  | 5 – 0     | Catar | Estádio Giulite Coutinho, Mesquita |
| 14:00               | Nour Elsayed 2' · Ahmed Hassan 13' 83' · Ahmed Eid 66' · Ali Hefny 85' | Relatório |       | Árbitro: ECU Diego Leon            |

### Disputa pelo bronze
| 23 de julho de 2011 | Brasil                | (pro) 1–0 | Catar | Estádio Olímpico João Havelange, Rio de Janeiro |
| 16:00               | Francis Coutinho 100' | Relatório |       | Árbitro: EGY Gehad Geresha                      |

### Disputa pelo ouro
| 23 de julho de 2011 | Argélia              | 1–0       | Egito | Estádio Olímpico João Havelange, Rio de Janeiro |
| 18:30               | Sid Ahmed Aouedj 17' | Relatório |       | Árbitro: BRA Marcelo Henrique                   |

## Classificação final
| Pos.   | País              |
| ------ | ----------------- |
| Ouro   | Argélia           |
| Prata  | Egito             |
| Bronze | Brasil            |
| 4      | Catar             |
| 5      | Alemanha          |
| 6      | Equador           |
| 7      | Trinidad e Tobago |
| 8      | Quênia            |
| 9      | Suriname          |
| 10     | Camarões          |
| 11     | França            |
| 12     | Uruguai           |

## Artilharia
| 5 gols (1) - GER Andreas Gerdes-Wurpts 4 gols (3) - ALG Mohamed Amroune - BRA Alexandre da Silva - EGY Ahmed Hassan 3 gols (4) - ALG Sid Ahmed Aouedj - ALG Hacène Okbi Benhaddouche - BRA Renildo Gomes - EGY Sedik Ahmed 2 gols (6) - BRA Ronaldo Costa - EGY Hamdy Hussein - EGY Ahmed Eid - ECU Nixon Aguirre - QAT Ismail Mahmoud - TRI Jerwyn Balthazar 1 gol (34) - GER Florian Stahl - GER Frederik Ziburske - GER Lars Schafer - ALG Fethi Benameur - ALG Lakhdar Bentaleb - ALG Koceila Berchiche - BRA Eules Gomes - BRA Francis Coutinho - BRA José da Cruz - BRA Luciano Portela | 1 gol (continuação) - BRA Luiz Fernando Freitas - BRA Nilton Cesar - BRA Thiago Philip - CMR Bernabe Atangana - CMR Ebongue Ebonde - CMR Feuleu Ndemen - EGY Mohamed Abdelshafi - EGY Mohamed Ibrahim - EGY Ali Hefny - EGY Nour Elsayed - EGY Mahmoud Abderazek - ECU Edwin Toala - ECU Paul Guerrero - FRA Djassy Andero - FRA Kevin Puech - KEN Eric Apul - KEN Evans Amwoka - KEN George Otieno - QAT Abakar Mohamed - QAT Mahmaoud Saad - QAT Mohamed Zenhom - SUR Derrik Garden - TRI Richard Roy - URU Carlos Federico Silva Gol contra (2) - FRA Mustapha Razzouk (para o Quênia) - URU Jackson Daniel Toledo (para o Suriname) |